# Municipio de Alberta
El municipio de Alberta (en inglés: Alberta Township) es un municipio ubicado en el condado de Benton en el estado estadounidense de Minnesota. En el año 2010 tenía una población de 818 habitantes y una densidad poblacional de 8,72 personas por km².

## Geografía
El municipio de Alberta se encuentra ubicado en las coordenadas 45°46′48″N 93°56′48″O / 45.78000, -93.94667. Según la Oficina del Censo de los Estados Unidos, el municipio tiene una superficie total de 93.82 km², de la cual 93,82 km² corresponden a tierra firme y (0 %) 0 km² es agua.

## Demografía
Según el censo de 2010, había 818 personas residiendo en el municipio de Alberta. La densidad de población era de 8,72 hab./km². De los 818 habitantes, el municipio de Alberta estaba compuesto por el 99,51 % blancos, el 0,12 % eran amerindios, el 0,12 % eran de otras razas y el 0,24 % eran de una mezcla de razas. Del total de la población el 0,73 % eran hispanos o latinos de cualquier raza.